# Upplands runinskrifter 906
Upplands runinskrifter 906 är en försvunnen vikingatida runsten av ljusröd granit i Brunna, Vänge socken och Uppsala kommun. Ett fragment av stenen återfanns 1950 i en stenmur vid mangårdsbyggnaden, men är sedan 1969 dolt i marken.

## Historia
Ornamentiken tyder på att runstenen ristats av Öpir. Stenen betecknades på 1600-talet som "lapis brunnensis", stenen i Brunna. Någon gång under 1700- eller 1800-talet försvann stenen. Vart den tog vägen och varför den försvann är inte känt. Ett fragment av stenen återfanns 1950 i en stenmur men stenmuren revs 1969 och sedan dess är fragmentet försvunnet och dolt under marken. Runstenen var, innan den sönderslogs, nästintill komplett. Toppen saknades emellertid. Dess mått var ungefär 1,80 meter hög och 1,15 meter bred. Fragmentet som återfanns på mitten av 1900-talet var 52 gånger 38 centimeter stort.

## Inskriften
Translitterering av runraden:
[tiþfr]iþ · l[it · rita · stain · iftiʀ · hulmkiʀ · s... ...n · u(k)| |k-rl · uk · munkir · at · broþur · sin ·]
Normalisering till runsvenska:
Tiðfriðr let retta stæin æftiʀ Holmgæiʀ, s[un si]nn, ok K[a]rl ok Mungærðr(?)/Mungæiʀʀ(?) at broður sinn.
Översättning till nusvenska:
Tidfrid lät resa stenen efter Holmger, sin son, och Karl och Mungärd (?) efter sin broder.